# 1-异硫氰基-6-甲亚磺酰基己烷
1-异硫氰基-6-甲亚磺酰基己烷或异硫氰酸-6-甲亚磺酰基己酯是一种有机化合物，化学式为C8H15NOS2。它可由6-溴己腈、甲硫醇钠、二硫化碳和间氯过氧苯甲酸为原料反应得到。它存在于山葵中，是一种糖原合酶激酶3β抑制剂。有文献对其抗癌作用做了小鼠实验。